# Музей давньоруського мистецтва імені Андрія Рубльова
Музей давньоруського мистецтва імені Андрія Рубльова — музей в російській столиці, присвячений збереженій і неповній частині давньоруського мистецтва, переважно російського. Створений завдяки героїчним зусиллям архітектора й науковця Барановського Петра Дмитровича.

## Історія створення

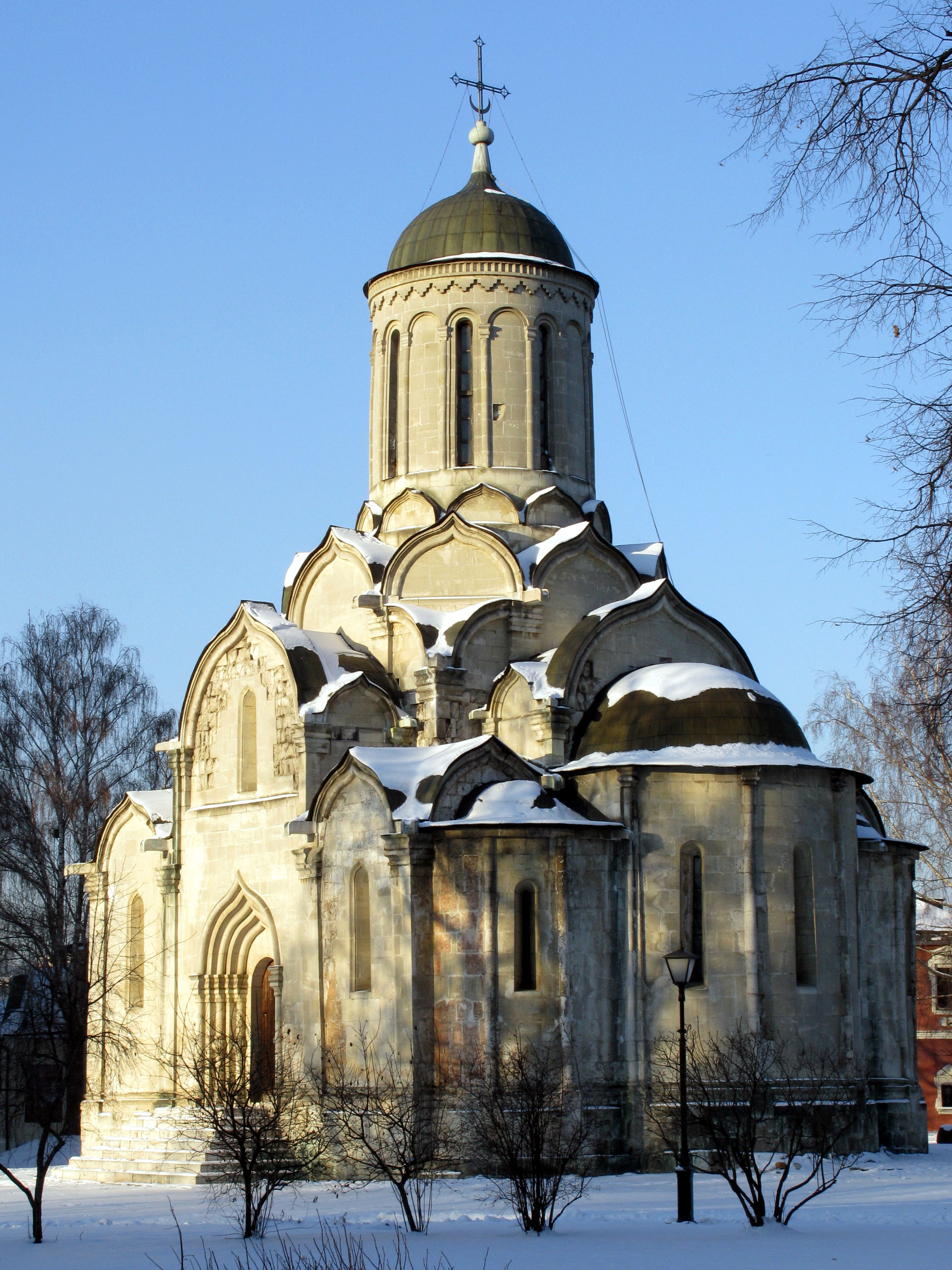
Спаський собор з боку вівтаря, фото 2009 р.

Ігуменом нового монастиря став Андронік, учень Сергія Радонезького. Ім'я першого ігумена і було збережене у назві монастиря, головний храм котрого був висвячений на честь Спаса Нерукотворного. Монастир був вибудований на околиці середньовічної Москви і мав також оборонне значення.
За легендою, київський митрополит Алексій 1354 року відбув у Константинопль і був захоплений буревієм. За власне рятування він дав обітницю створити собор у Москві на честь того святого, у день пам'яті котрого він дістанеться контантинопольської затоки Золотий Ріг. На день святкування Спаса Нерукотворного він і дістався затоки Золотий Ріг. 
Первісні споруди монастиря були дерев'яними. 1368 року монастир і дерев'яний собор були пошкоджені пожежею. Новий собор невеликого на той час монастиря відбудували у камені. До 1427 року собор перебудували. Храм 15 ст. перебудовували і надалі до невпізнання через численні прибудови і нові бані за новими модами. 

### Музей імені Андрія Рубльова, історичне тло і проблеми створення
- 1930, 1931, 1936 роки - почато розпродаж картин з палаців Петербурга, Києва, Москви, з державних на той час  Ермітажу, музею Ханенків, Музею образотворчих мистецтв у Москві — за кордон.

- 1931 рік - кількість повсталих в Україні досягла одного мільйона душ.

- 1932—1933 рр. - голод у СРСР після насиллям проведеної колективізації.

- 1932 рік - висадили в повітря склеп Багратіона на Бородинському полі.

- 1932 р.- Влада в Москви за підписом Йосипа Сталіна оголосила про Безбожну п'ятирічку, аби до 1937 року ім'я християнського Бога було забуто в країні. Почали руйнувати церкви в міста і селах. До 1937 року кількість культових споруд зменшилась на 58 відсотків. В деяких містах були знищені усі до одної церкви.

- 1934 рік — створено українське відділення ГУЛАГу.

Наприкінці 1930-х  П.Д.Барановський сповістив вчених і громадськість про знахідку надгробка Андрія Рубльова в Свято-Андроніковому монастирі Москви. Надгробок дуже швидко знищили невідомі. Але сенсаційна знахідка дала привід врятувати частково вже поруйнований монастир. Почався музейний довгобуд зі створення Музею імені Андрія Рубльова. Офіційне рішення про створення музею прийнято у 1947 році. Музей відкрили лише у 1960 році. 
Парадоксом музейного закладу, що був розташований у пристосованих для музею малих монастирських приміщеннях була повна відсутність робіт Андрія Рубльова. Зате вдалося відреставрувати Спаський собор монастиря (початку 15 ст.), церкву 17 ст. Михайла Архангела тощо. Використали і привід для експонування російських ікон, якими держава торгувала декілька десятиліть за кордоном.

## Комплекс споруд

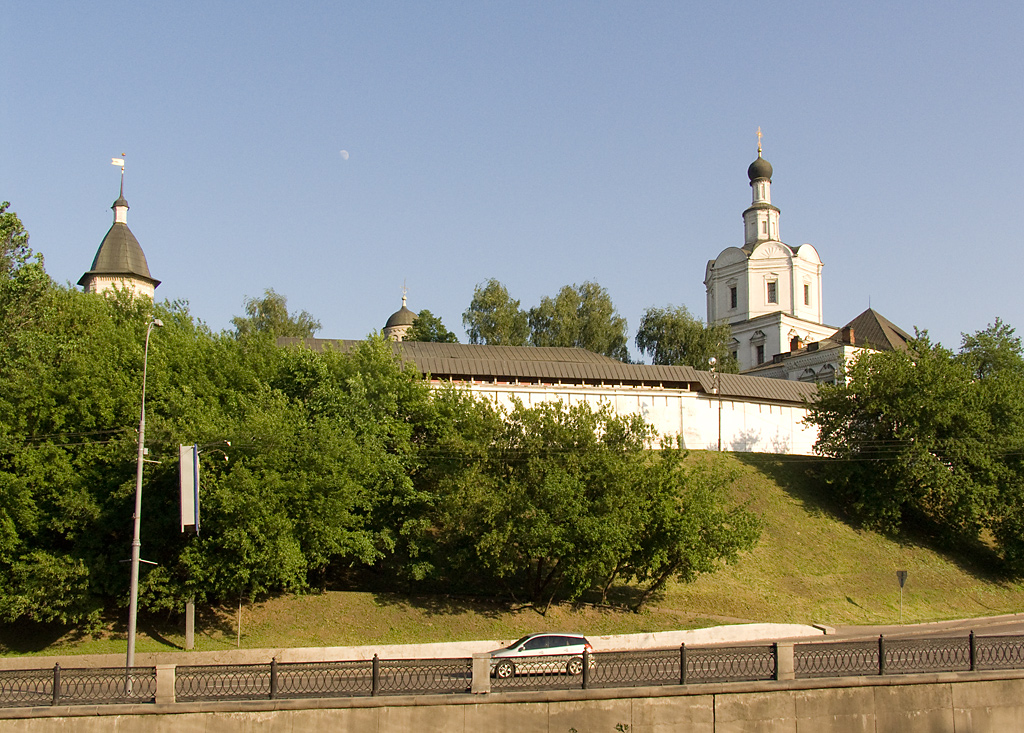
Андроніков монастир, збережена частина
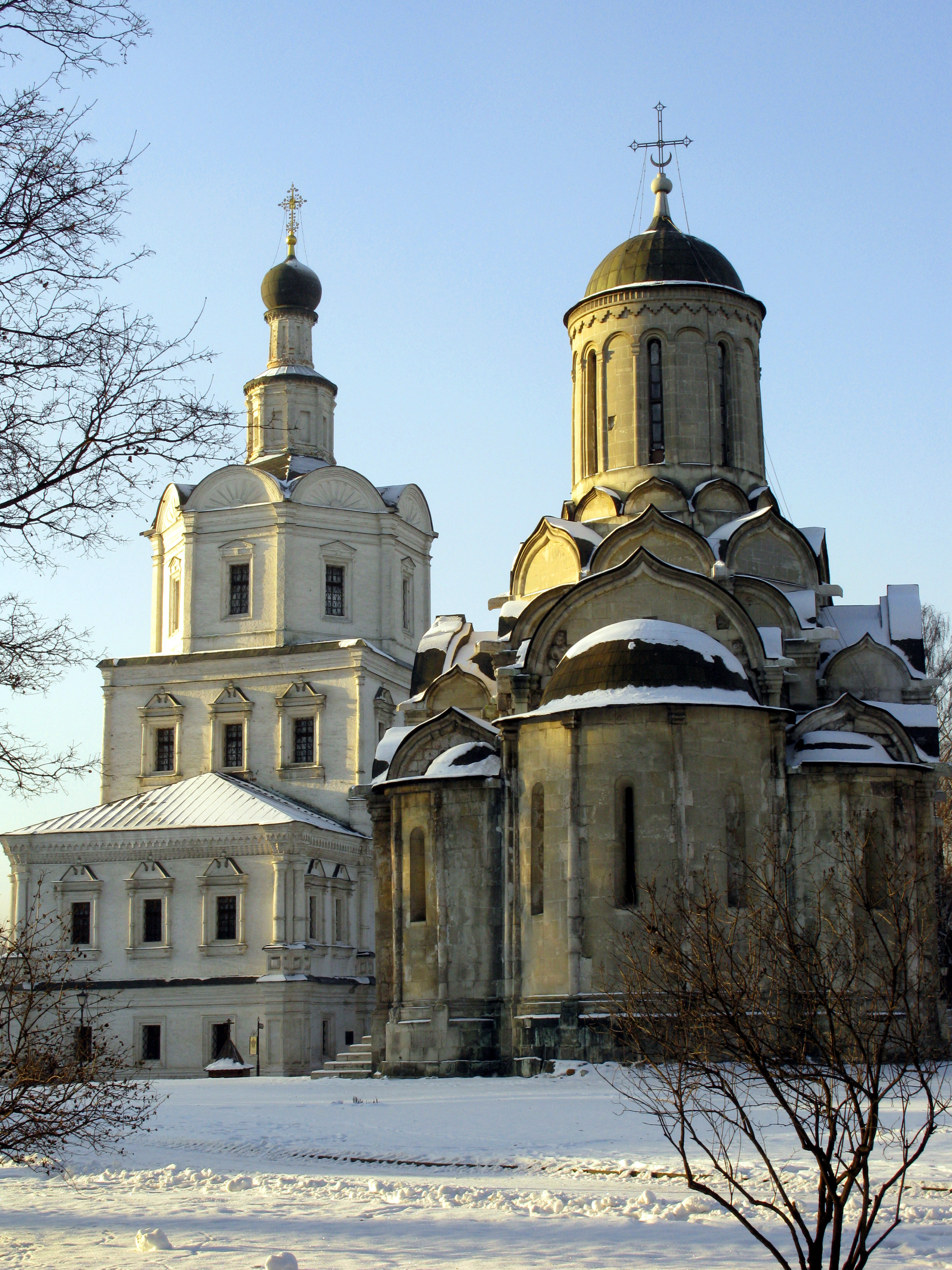
Два вцілілі храми колишнього монастиря - Спаський собор (праворуч після реставрації ) та храм Архангела Михаїла 17 ст. ліворуч
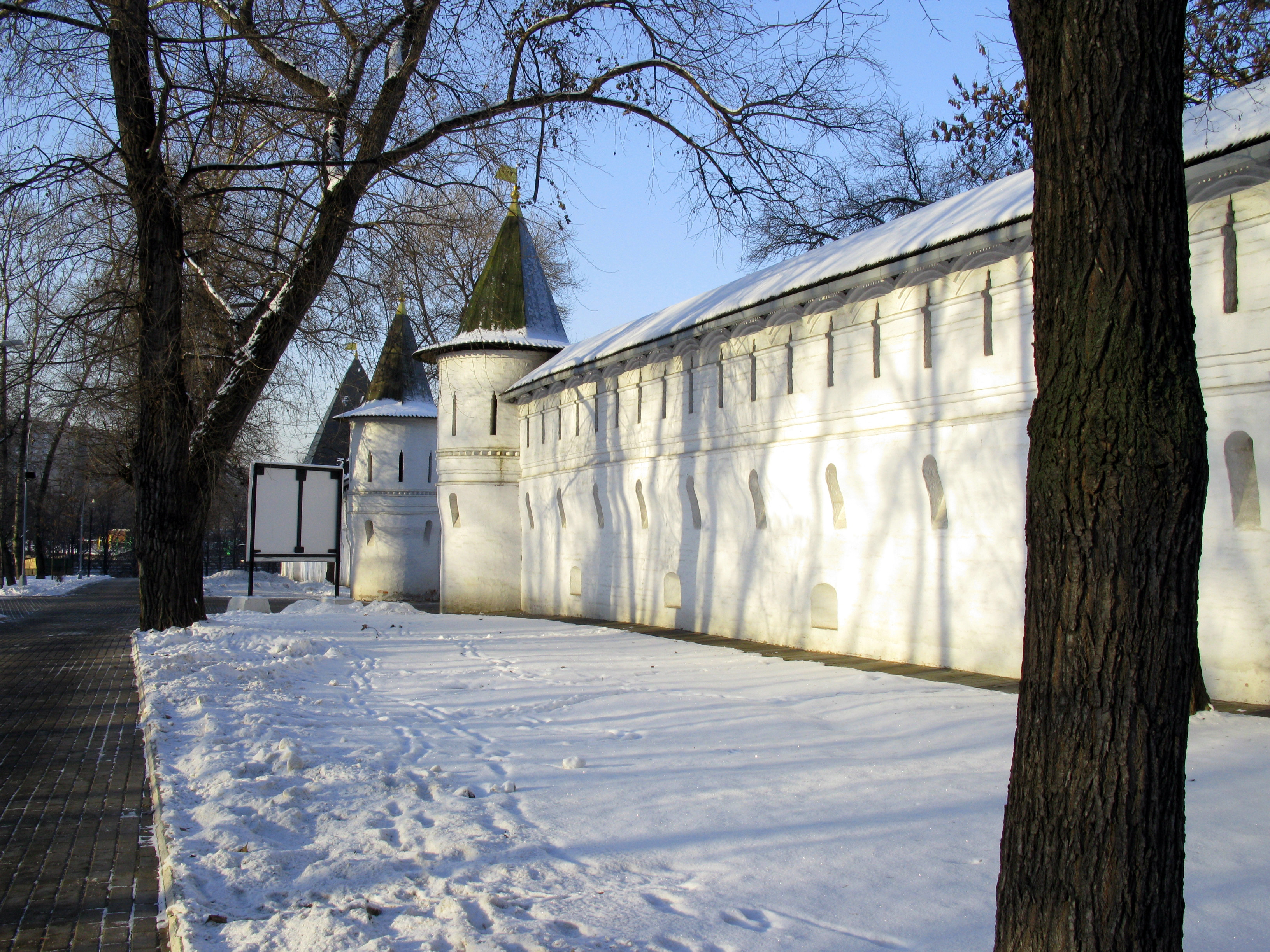
Фортечні мури Спас-Андронікова монастиря. Надвратна церква знищена за часів СРСР.

## Фонди і експозиція

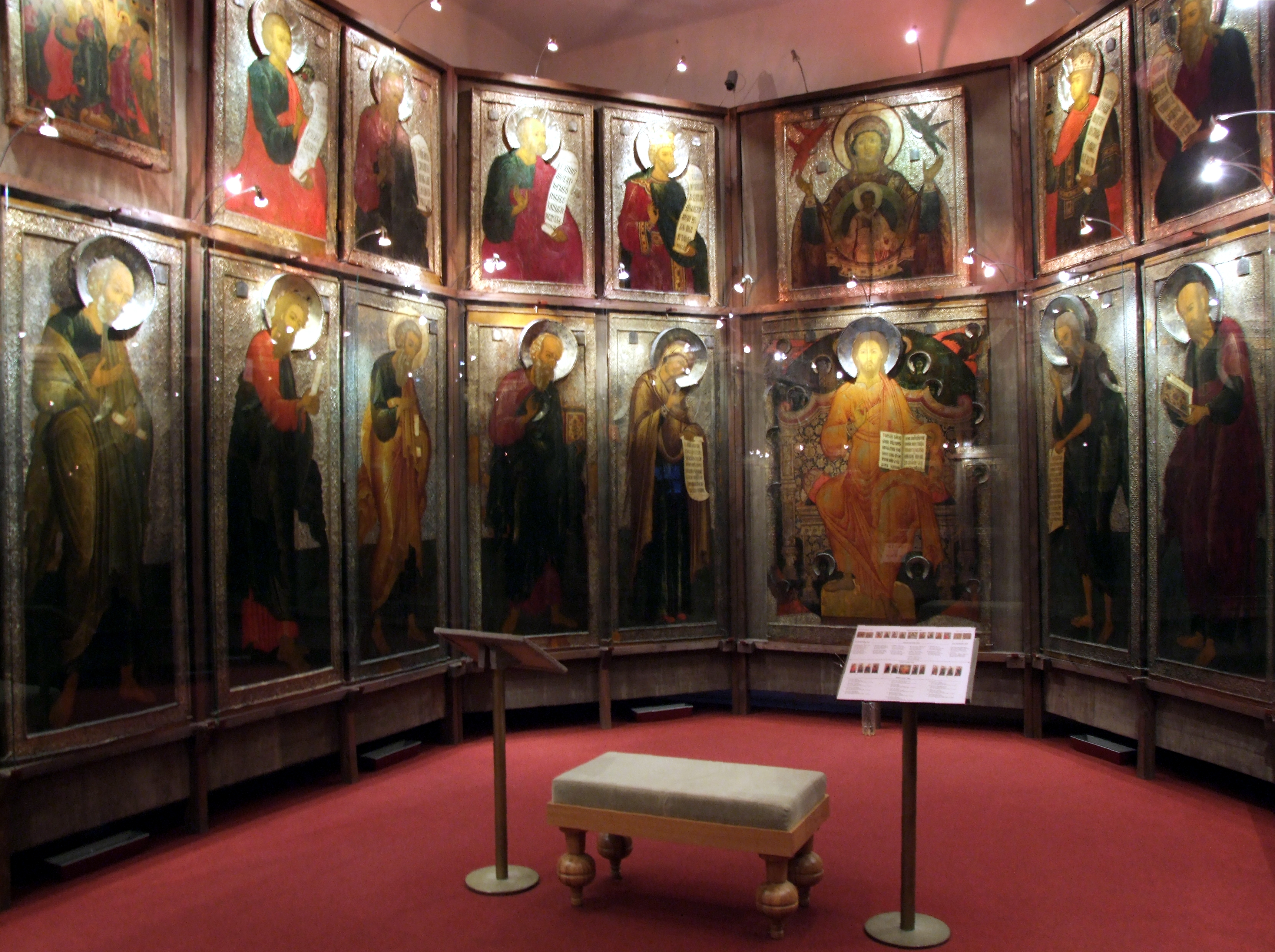
Спасо-Євфімієв іконостас (1660-і рр.), переданий на експонування у музей імені А. Рубльова. Фото 2010 року

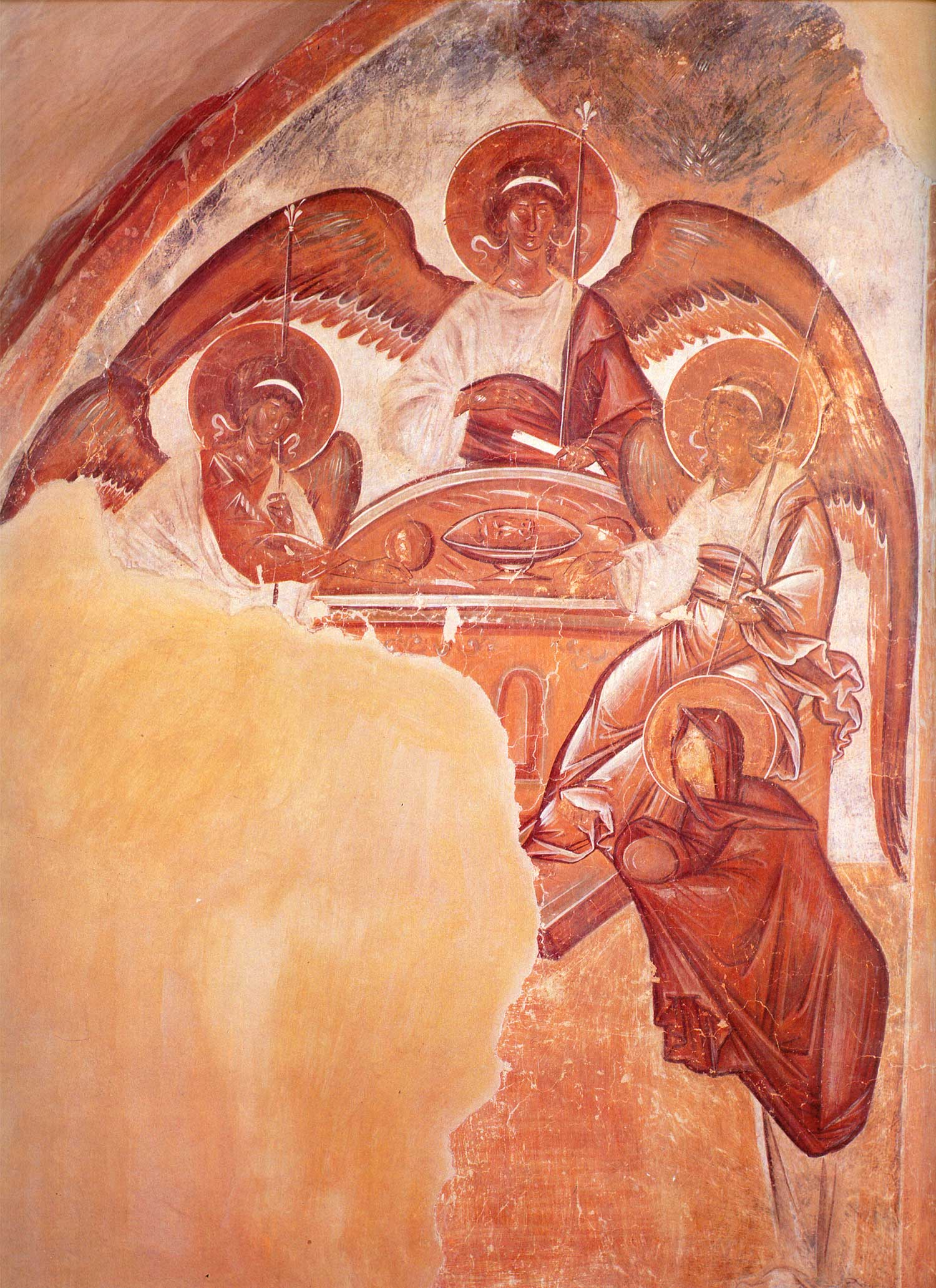
Феофан Грек. Залишки пошкодженої пожежею і вологою фрески «Св. Трійця», 1378 р.

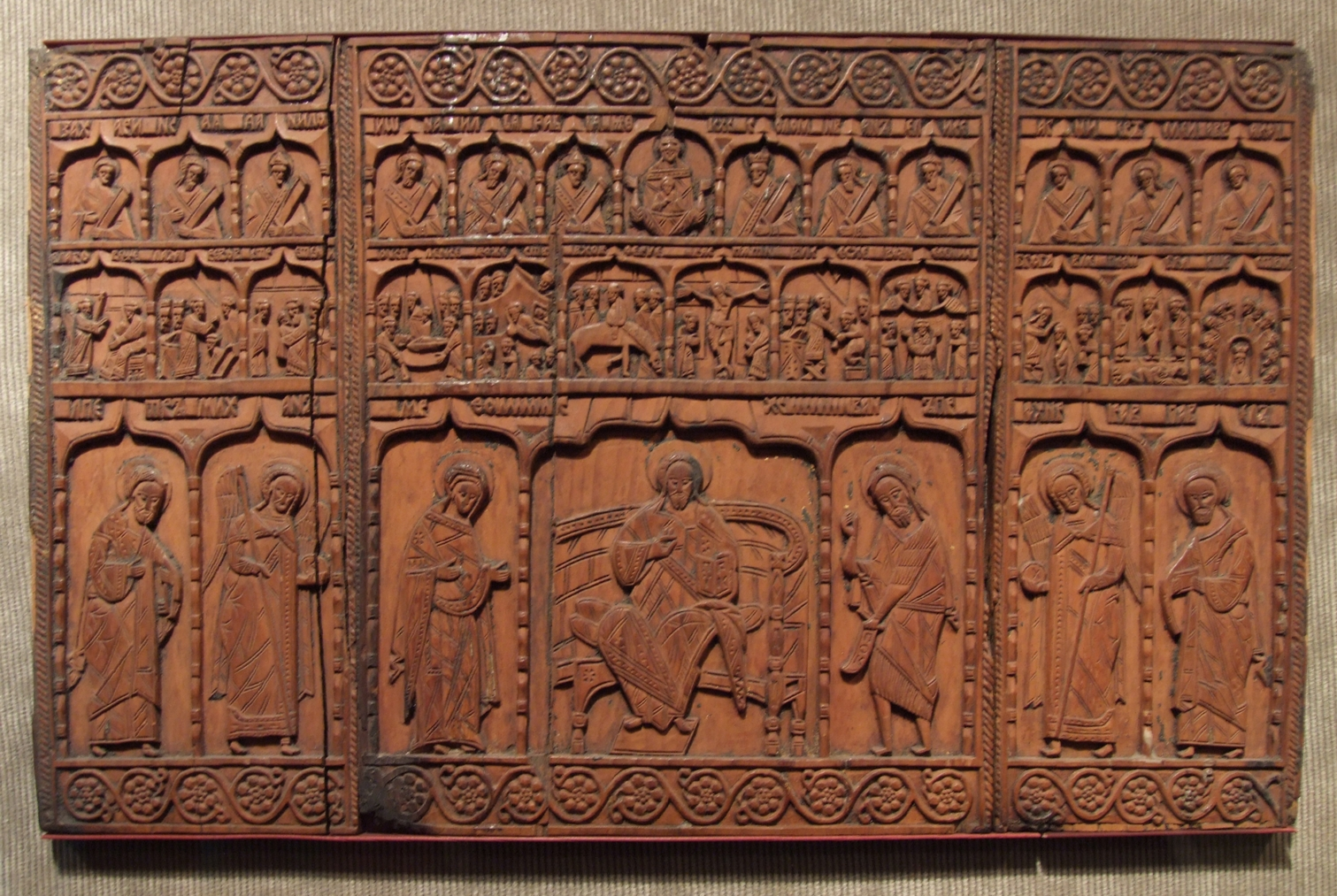

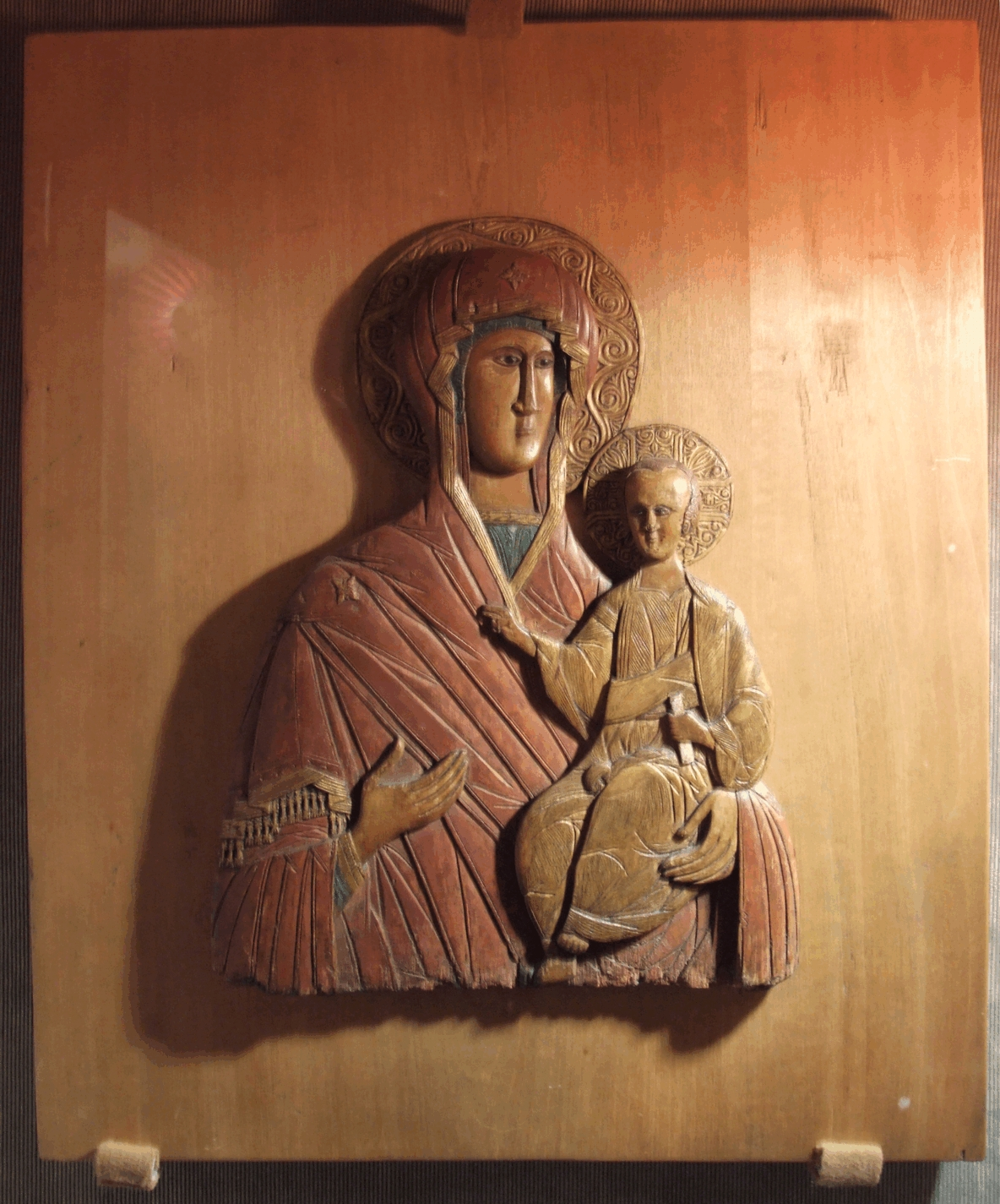

Середньовічне мистецтво дещо обмежене церковними настановами і прагненням продемонструвати свою прихильність церкві. Не виняток і середньовічне мистецтво Московії. Тому у фондах переважає саме сакральне мистецтво, перш за все це старовинні ікони.
У Московії фрески (стінописи) у храмах сусідували з іконами. Ікони часто перебирали на себе ролю монументального живопису. Низка храмів у середньовічних містах і, особливо, у селах взагалі не мала стінописів.  Лише відсутність великих за розмірами дерев'яних стулок і обмежувала розміри ікон і монументального живопису як такого. Декілька зразків монументальних за розмірами ікон були перевезені у Москву і передані на експонування у музей імені Андрія Рубльова. Це надзвичайно збідніло збірки у провінційних містечках і селах, де храми і ікони століттями були — єдиними зразками справжнього мистецтва, іноді дійсними шедеврами роботи уславлених майстрів (Феофана Грека, Данала Чорного, майстрів з Балкан, Києва, з Кіпра, Візантії, з Новгорода, імен котрих середньовічні літописці навіть не намагались зберігати).
| Неможливо забувати, що більше восьми століть в історії Московії посідала епоха феодалізма, що більше восьми століть пануючою ідеологією була релігія, що майже 800 років мистецтво (на цих землях) було пов'язане з церквою (і обслуговувало перш за все її). Отже, і історія мистецтва Московії є переважно історія творчості народу у межах культової архітектури і мистецтва [1]. |
Спробою відобразити у експозиції історію за 800 років і стала експозиція музею. Зрозуміло, що вона не була і не є повною. Історія середньовічного мистецтва неможлива без архітектури. Але в музейних залах можливо експонувати лише малюнки, фіксаційні плани та фото видатних зразків середньовічної архітектури та тривимірні архітектурні фрагменти. Іноді це архітектурна модель, мистецтво створення котрих занепадає. 
Ще одна неможливість — неможливість експонувати випадково збережені стінописи. До фондів музею таки передали частину знятих зі стін фресок, але більшість їх уславлених зразків залишається у мало доступних, часто віддалених місцинах і повінційних храмах, бо середньовічні мистецькі центри не завжди збігаються з сучасними культурними центрами, серед них — Ферапонтов монастир, Палтога, Великий Новгород, Вологда, дерев'яні храми на берегах річок Витегра, Онега тощо. Вихід був знайдений у створенні копій середньовічних фресок і передачі цих копій у фонди музею. Але копії малодоступні і експонуються зазвичай на нечастих виставках. 
Середньовічне мистецтво, однак, не вичерпується архітектурою чи стінописами та іконами. Це перш за все середньовічна  світська (нецерковна) культура. Але музей імені А. Рубльова обмежений сакральною тематикою і експонує хіба що рельєфи сакральної тематики чи різьблені з дерева ікони, що справляє враження монотонності і справжньої неповноти демонстрування світської культури середньовіччя, котра також була присутня в житті і побуті тих же середньовічних монастирів.
Центральним експонатом музейного зібрання стала ікона домонгольського періоду «Спас із Гавшинки». Але ікона потрапила у музей не завдяки експедиційній праці музейників, а як подарунок від московського художника Ситникова Василя Яковича, що вимушено відбував у еміграцію за кордон  і був занепокоєний долею власної колекції ікон і долею ікони домонгольського періоду 12 ст., котру могли знищити, як нищили у СРСР храми і ікони 12-16-19 ст.

## Оригінали фресок
До найстаріших пам'яток фрескового живопису у музеї відносяться два поруйновані зразки, вивезені з Великого Новгорода, що колись були на стінах відомої церкви Спаса на горі Нередиці, датовані 1199 роком (ідентифікувати фігури святих не вдалося, бо церква була поруйнована у роки війни 1941-1945). У музейну збірку передали і рештки колишніх фресок зі Спаського собору та Чудова монастиря, поруйнованого у московському Кремлі (їх датують 1650-ми рр.). Серед зразків провінційних фресок — твори з Можайського Лужецького монастиря, створені за митрополита Макарія (1535-1555 рр.) та з Троїцького Макарієвого монастиря з міста Калязін. Місто і монастир постраждали через проект збільшення водосховища на річці Волга і були затоплені водою. Перед затопленням науковці встигли врятувати частку фресок монастиря, датованих 1654 роком. Дзвіниця досі перебуває у воді на затопленій ділянці. 
Цікавим зразком фрескового живопису є також фресковий іконостас у п'ять ярусів, котрий зняли на стулки у церкві Благовіщення у місті Юрієвець ( іконостас датований 1700 роком ). До кінця 18 ст. належать і фрагменти фресок із міста Пучежа, що прикрашали Воскресенську церкву і датовані 1789 роком .

## Рукописні книги і  стародруки
Перший поверх колишньої монастирської церкви Михайла Архангела перероблений музейниками на імітацію середньовічної монастирської бібліотеки. В цьому кутку музейної експозиції розташовані дубовий стіл з інкрустаціями, старі книжкові полички, на столі каламар 17 ст. тощо. Полички віддані під експозицію старовинних рукописів і стародруків. Серед них типові для кожного православного монастиря  Ірмології, Псалтирі, Служебники, Часовники або окремі Служби святим, тому ж святителю Миколі Чудотворцю тощо.
Серед стародруків до музейної збірки потрапили різні видання середньовічних друкарень  Києва, Вільно, Львова, Москви, Острога, серед котрих «острозька» Біблія Івана Федорова 1581 року. Хронологічно експозицію закінчували видання друкарень старообрядців початку 20 століття.

## Обрані твори музею

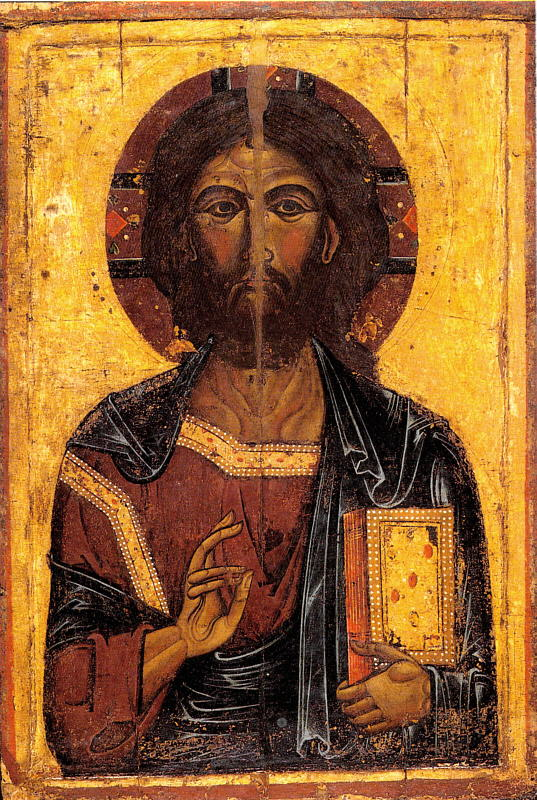
«Вседержитель» або «Спас із Гавшинки», початок 12 ст., Музей давньоруського мистецтва імені Андрія Рубльова, Москва.

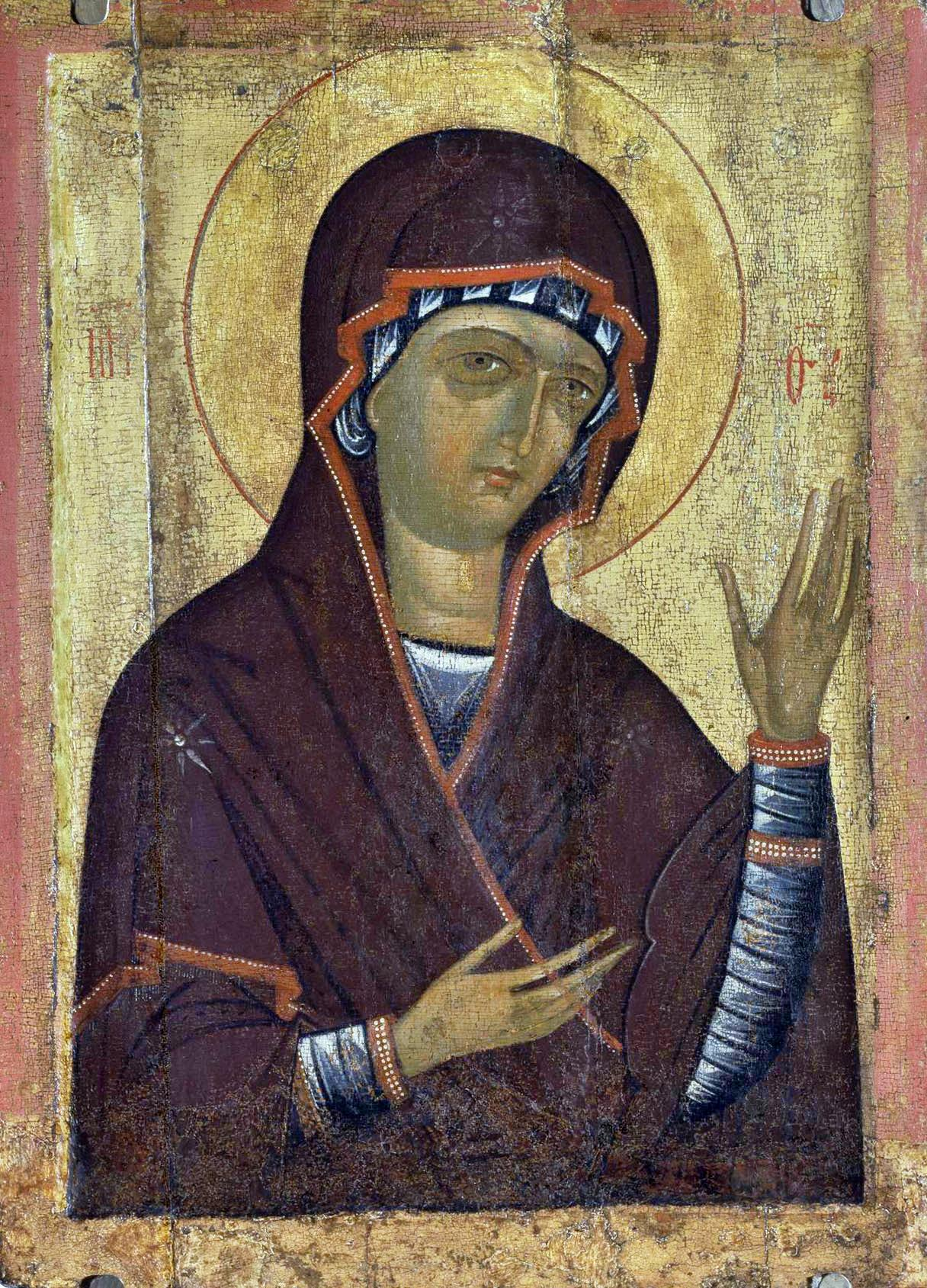
«Богородиця» з деісусного чина, 1-а половина 15 ст., Твер
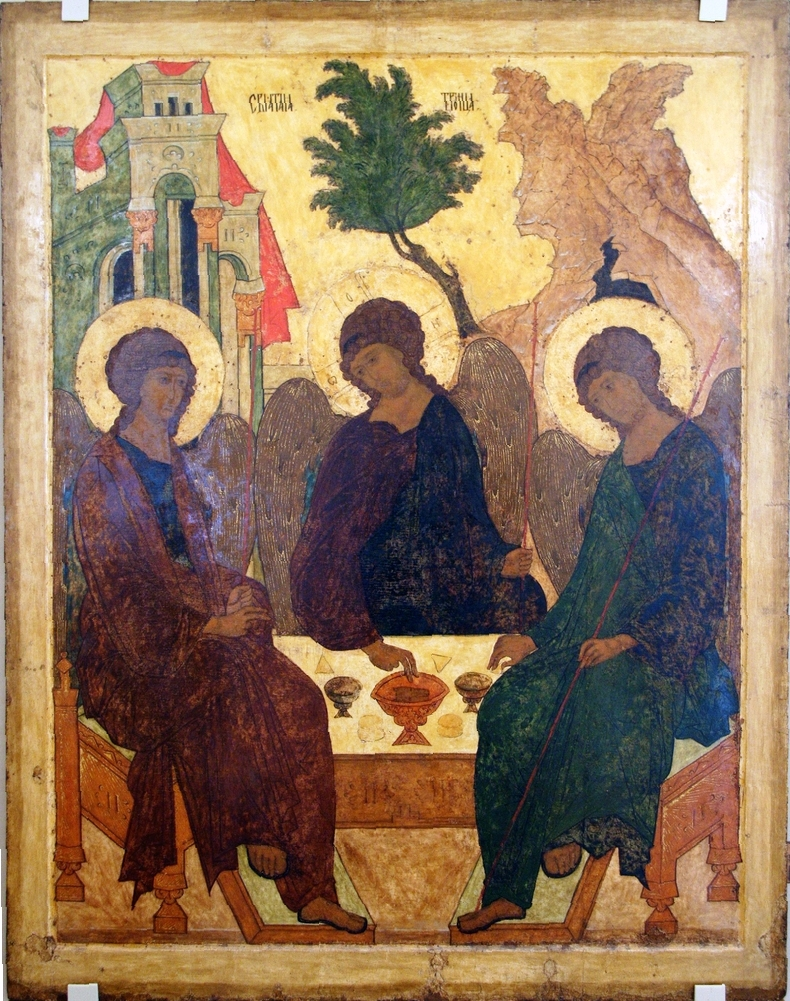
«Св. Трійця», копія з твору А. Рубльова, 1485 р. з Успенського собору Йосифо-Волоколамського монастиря
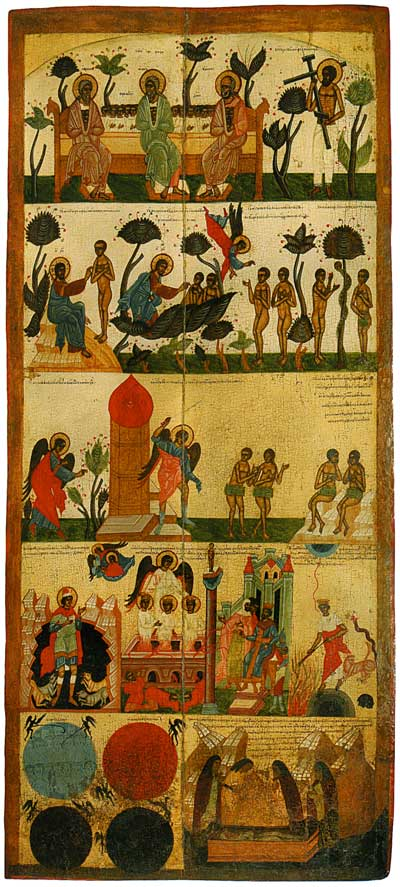
Дерев'яна стулка двері до диконника, 17 ст. зі сценами з біблії
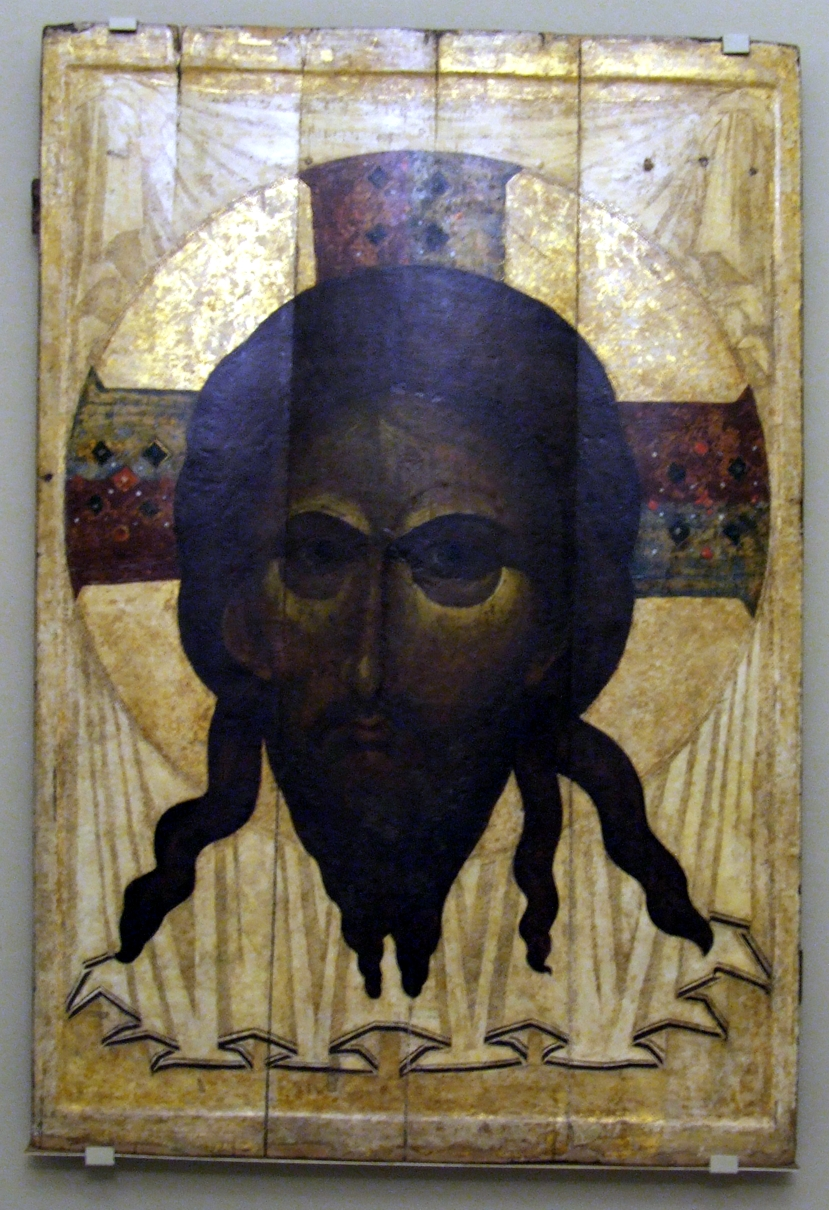
«Спас Нерукотворний», кінець 14 ст.